# Championnat du Luxembourg de football 1923-1924
Navigation
Saison précédente Saison suivante
La saison 1923-1924 du Championnat du Luxembourg de football était la 14e édition du championnat de première division au Luxembourg. Huit clubs sont regroupés au sein d'une poule unique où ils se rencontrent deux fois, à domicile et à l'extérieur. En fin de saison, les deux derniers du classement sont relégués et remplacés par les deux meilleurs clubs de Promotion d'Honneur, la deuxième division luxembourgeoise.
C'est le club du CS Fola Esch qui remporte le titre en terminant en tête du classement final avec 3 points d'avance sur le CA Spora Luxembourg et 5 sur le tenant du titre, les Red Boys Differdange. C'est le 4e titre de champion du Luxembourg du club, qui réussit le premier doublé de son histoire en battant les Red Boys Differdange en finale de la Coupe du Luxembourg. Pour la troisième année consécutive, les deux clubs issus de Promotion d'Honneur n'arrivent pas à se maintenir et sont relégués en fin de saison.

## Les 8 clubs participants
| - CA Spora Luxembourg - Red Black Pfaffenthal - Promu de Division d'Honneur - Red Boys Differdange - Jeunesse d'Esch - Fola Esch - Stade Dudelange - Union Luxembourg - Eclair Bettembourg - Promu de Division d'Honneur |

## Compétition

### Classement
Le barème utilisé pour établir le classement est le suivant :
- Victoire : 2 points
- Match nul : 1 point
- Défaite, forfait ou abandon : 0 point

| Rang | Équipe                       | Pts | J  | G  | N | P  | Bp | Bc | Diff |  | Résultats (▼ dom., ► ext.)   | Fol | Spo | Dif | Jeu | Dud | Uni | Pfa | Bet |
| ---- | ---------------------------- | --- | -- | -- | - | -- | -- | -- | ---- |  | ---------------------------- | --- | --- | --- | --- | --- | --- | --- | --- |
| 1    | CS Fola Esch (C)             | 23  | 14 | 11 | 1 | 2  | 45 | 14 | +31  |  | CS Fola Esch (C)             |     | 3-0 | 2-0 | 3-1 | 6-0 | 3-0 | 9-3 | 5-1 |
| 2    | CA Spora Luxembourg          | 20  | 14 | 9  | 2 | 3  | 41 | 24 | +17  |  | CA Spora Luxembourg          | 2-3 |     | 1-4 | 3-0 | 1-0 | 6-2 | 4-0 | 2-2 |
| 3    | Red Boys Differdange (T)     | 18  | 14 | 8  | 2 | 4  | 28 | 13 | +15  |  | Red Boys Differdange (T)     | 1-1 | 2-3 |     | 2-0 | 3-1 | 0-0 | 1-0 | 7-0 |
| 4    | Jeunesse d'Esch              | 15  | 14 | 6  | 3 | 5  | 27 | 25 | +2   |  | Jeunesse d'Esch              | 1-2 | 1-1 | 3-0 |     | 2-1 | 2-1 | 1-0 | 7-2 |
| 5    | Stade Dudelange              | 14  | 14 | 6  | 2 | 6  | 26 | 28 | -2   |  | Stade Dudelange              | 2-1 | 1-2 | 0-2 | 4-1 |     | 3-2 | 3-1 | 3-3 |
| 6    | Union Luxembourg             | 9   | 14 | 3  | 3 | 8  | 21 | 27 | -6   |  | Union Luxembourg             | 3-0 | 3-4 | 1-0 | 1-1 | 1-2 |     | 1-2 | 1-1 |
| 7    | FC Red Black Pfaffenthal (P) | 8   | 14 | 3  | 2 | 9  | 18 | 42 | -24  |  | FC Red Black Pfaffenthal (P) | 0-1 | 1-7 | 0-3 | 3-3 | 3-3 | 1-4 |     | 1-0 |
| 8    | Eclair Bettembourg (P)       | 5   | 14 | 1  | 3 | 10 | 18 | 51 | -33  |  | Eclair Bettembourg (P)       | 0-6 | 2-5 | 1-3 | 2-4 | 0-3 | 2-1 | 2-3 |     |

## Bilan de la saison
| Championnat du Luxembourg de football 1923-1924 |                       |
| Champion                                        | Fola Esch (4e titre)  |
| Coupes et trophées                              |                       |
| Vainqueur de la Coupe du Luxembourg 1923-1924   | Fola Esch             |
| Promotions et relégations                       |                       |
| Promus en Première Division                     | Progrès Grund         |
| Promus en Première Division                     | US Dudelange          |
| Relégués en Division d'Honneur                  | Red Black Pfaffenthal |
| Relégués en Division d'Honneur                  | Éclair Bettembourg    |